# Gongasso
Gongasso is een gemeente (commune) in de regio Sikasso in Mali. De gemeente telt 8800 inwoners (2009).
De gemeente bestaat uit de volgende plaatsen:
- Deh
- Diassadian
- Gongasso
- Korvedougou
- N'Tjibougou
- Nolabougou
- Noyaradougou
- Pinkoroni
- Tabarako
- Zaraougou